# Coelogyne craticulilabris
Coelogyne craticulilabris é uma espécie de orquídea epífita, família Orchidaceae, originária de Borneu.